# 鹿児島県立霧島高等学校
鹿児島県立霧島高等学校（かごしまけんりつ きりしまこうとうがっこう）は、鹿児島県霧島市牧園町宿窪田に2008年（平成20年）4月開校した、公立の高等学校。

## 設置学科
- 総合学科…2学級（80名）
  - 人文科学系列
  - 観光マネジメント系列
  - 生活科学系列
  - 文化芸術系列
- 機械科…1学級（40名）

## 概要
鹿児島県の公立高等学校見直しにより、2008年（平成20年）4月に鹿児島県立牧園高等学校（霧島市）と鹿児島県立栗野工業高等学校（湧水町）の合併で開校。なお、校舎は牧園高等学校の校舎を使用し、牧園高等学校と栗野工業高等学校は2010年（平成22年）3月閉校した。

### 校歌
鹿児島県（鹿児島市）出身のシンガーソングライターである辛島美登里が作詞作曲を担当した「霧島の空〜Walking To The Future〜」。2008年（平成20年）4月6日の開校式に本人も出席し披露した。

### 制服
- 男子の制服は、いわゆる学ランである。
- 女子の制服は、ファッションデザイナー畠山巧のブランド『T・H・D La maison』を採用した。

## 関係者
出身者
- 前田終止（牧園高校出身） - 牧園町長・霧島市長、地方議員
- 鶴留明雄（牧園高校中退） - 騎手、調教師